# 自由主義女性主義

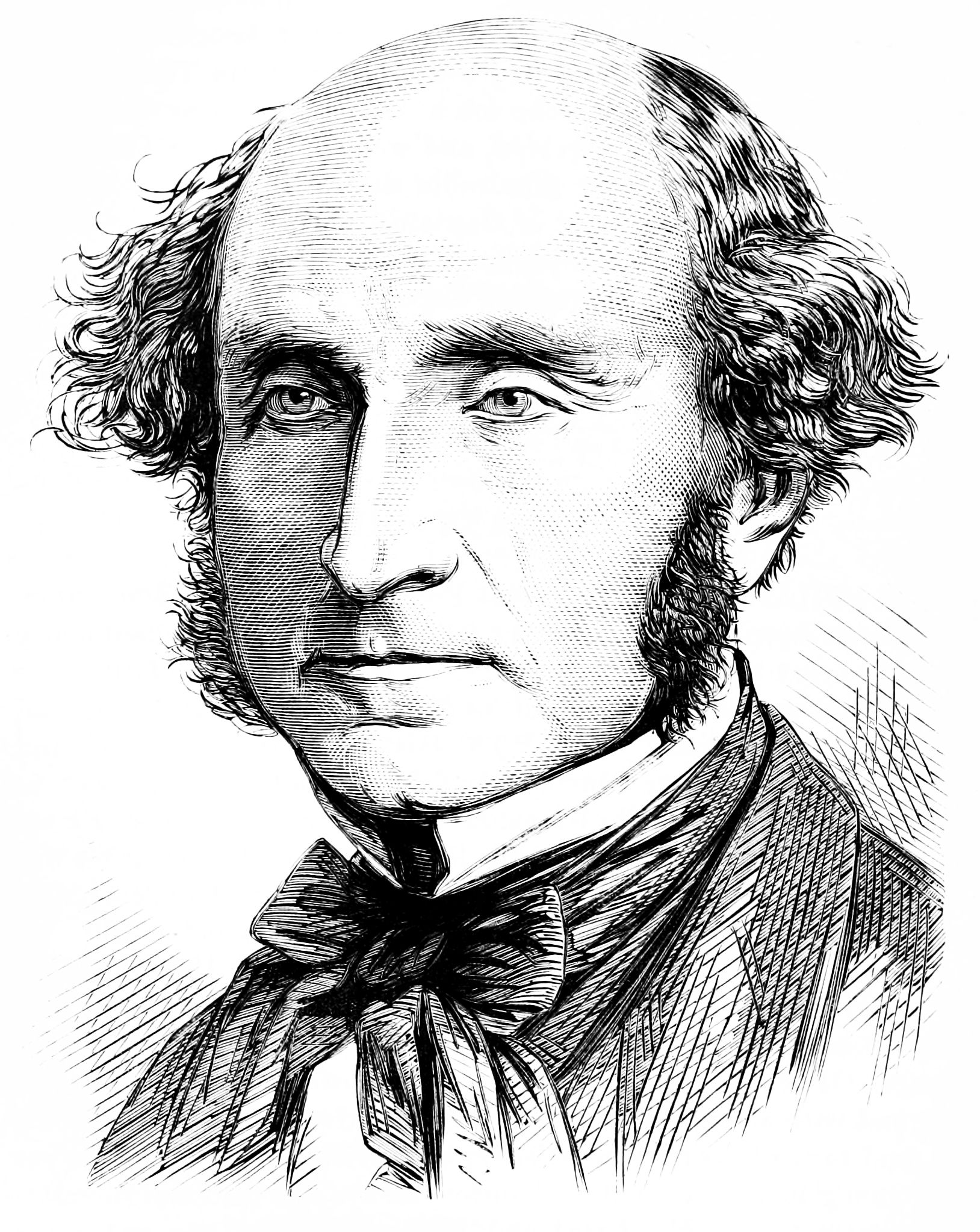
约翰·斯图尔特·密尔

自由主義女性主义（英語：Liberal feminism），是女性主义理论的个人主义形式，關注妇女透過自己的行动和选择取得平等。自由主義女性主義強調促進妇女享有在法律與政治上享有與男性相同的權力。自由女性主義者主張，社會上認為女性天生在體能與智力上不如男性的想法，導致了在學術、公共討論及市場上，對婦女的歧視。自由主義女性主义者相信，「女性的从属地位，是根於慣習與法律上的限制，讓女性無法進入，或在所謂的『公共世界』取得成功。」因此，自由主義女性主義者致力於透過政治和法律改革爭取性別平等。

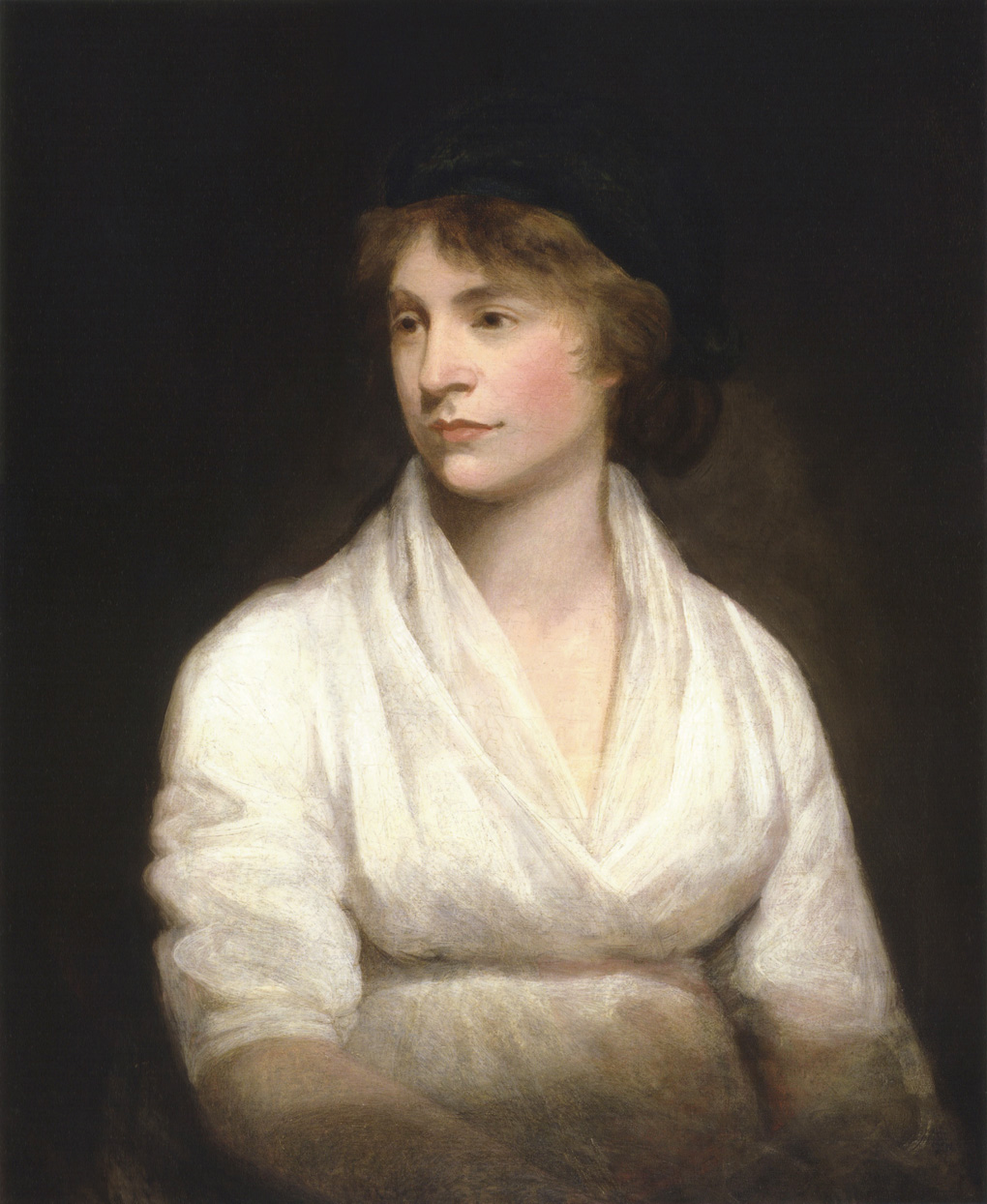
玛丽·沃斯通克拉夫特

自由主義女性主义與基進女性主義有明顯的差異。

## 哲学
自由女性主義没有一个明确定义。這使得他們的信念顯得模糊。自由主義女性主義者偏好對正义與社会结构的個人主義進路，而非指责他人的不平等行為。一如溫黛兒(Susan Wendell)所說：「自由主義女性主义最明确的政治承诺，包括机会平等，都是重要的妇女解放，并不盡然與社会主义女性主義和基進女性主义的目標不相容。」

## 历史
自由主義女性主義源於古典自由主义，但批判其並未將婦女納入其中一環。古典自由主义以男性為中心，並認為女性因生理特質差異而無法與男性享有相同權利。:83-84
19世紀末至20世紀初，自由主義女性主義者的目标是获得女性參政權，以藉此获得婦女的个人自由。 他们認為通过「平等」獲得自由、終結男性對女性的殘忍對待，取得成為完整的人的自由。 自由主義女性主義者相信，没有任何政府或慣習可以禁止个人自由。早期的自由女性主義者對抗只有白人男子才应得充分公民權的想法。女性主義者們，如玛丽·沃斯通克拉夫特、Judith Sargent Murray和法蘭西絲·萊特，皆提倡婦女完整的政治參與權利。 1920年，经过近50年激烈的行動，女性最終取得投票权，并逐漸能在世界各國參與政治，此時期被稱作「古典自由主義女性主義」。:85
自由主義女性主义在赢得投票權之後的40年間，女性雖獲得投票權，但實際上仍難以參與政治。直到1960年代民权运动期間、自由主義女性主义者再度挺身對抗系统性的种族歧视和性别歧视。全美妇女组织(NOW)、全美妇女政治聯盟(NWPC)和婦女公平行動同盟(WEAL)都在當時紛紛為了更进一步的妇女权利而成立。 在美国，这些团体敦促平等权利修正案的通過 ，希望能确保男女在法律之前的平等。修正案影响及於妇女生活許多的重要领域，包含生产、勞動和同工同酬等问题。對自由主義女性主义者而言，其他議題一樣重要，包括但不限于生殖权利、堕胎、性骚扰、投票、教育、可負擔的育兒環境、可負擔的卫生醫療，以及降低對婦女的性暴力與家庭暴力。此時期被稱作「當代自由主義女性主義」。:101-103

## 代表人物
受欢迎的自由主義女性主義作家有， 玛丽‧沃斯通克拉夫特、小彌爾、海伦‧泰勒、納迪娜·斯特羅森；第二波女性主义者贝蒂‧傅瑞丹和格洛麗亞‧斯泰纳姆；以及第三波女性主義者雷貝嘉·沃克。

## 平等女性主义
平等女性主义，是自1980年代「平等與差異爭論」而產生的一種自由主義女性主义。 具体地说，是一种古典自由主義的女性主義，或者是一種自由意志自由主義的女性主义，比起社會變革，更關注法律、政治上的平等。

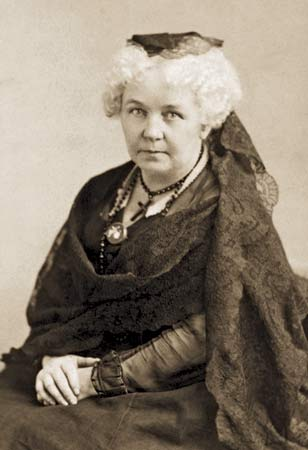
伊麗莎白·凱迪·斯坦頓

史丹佛哲學百科全书將温蒂‧莫艾洛依、瓊·甘迺迪·泰勒、楊恩、Rita Simon、凱蒂·伊菲、Diana Furchtgott-Roth、Christine Stolba與Christina Hoff Sommers視為平等女性主义者。 演化心理学家史蒂芬‧平克，認為自己是名平等女性主義者。他定义平等女性主義为「一套道德規則要求不以心理學或生理學經驗為基礎的平等對待」。 庫勒(Barry Kuhle) 則認為，與差異女性主義相比，平等女性主义未必與演化心理学相悖。

## 批评
自由主義女性主義的批評者主張，自由主義女性主義的个人主义假设，使其很難看到使女性处于不利地位的社会结构與价值观。批評者主張，即使女性不再依赖於个别男性，但女性仍然受制於父權體制。 這些批评者相信，妇女投票权的建制不足以解放女性。
更常見的批評是，在理論上，自由主義女性主義默許了在本質上將女性變成男性，忽略了女性傳統角色光榮、獨特的一面。 自由主義女性主义專注个人，忽略了群體的重要性。:38 對自由主義女性主义的歷史批判侧重於其種族主義者、階級歧視者與異性戀主義者的过去。:40 基進女权主义者麥金儂，一名美国律师、作家和社会活动家，也是自由主義女性主義著名的批評學者之一。 她密切参与关于性骚扰和性别歧视的定义。 她與其他着名学者，認為女性主義不可能與自由主義相容。因此，自由主义提供女性的不過是「一片剛出爐卻有毒的餡餅」
其他批评者，如黑人女性主义者和後殖民女性主义者批評主流的自由主義女性主义只反映中产阶级、异性恋、白人女性的价值观，忽略了女性在种族、文化或階級上的不同。自由主義女性主义是根基於白人特权，不願意理解有色人種的女性為何無法對不平等發出聲音。在自由主義女性主义的歷史上，自由主義女性主义無法處理种族主义和种族歧视等對有色人種女性的多重壓迫。